# Charles Sumner Hamlin
Charles Sumner Hamlin (30 août 1861-24 avril 1938) est un avocat et homme politique américain qui est le premier président de la Réserve fédérale de 1914 à 1916. Il est auparavant secrétaire adjoint au Trésor des États-Unis de 1893 à 1897, puis de 1913 à 1914, lorsque le président Woodrow Wilson le nomme l'un des premiers membres du Conseil des gouverneurs de la Réserve fédérale des États-Unis. Après son mandat de président, Hamlin continue à siéger au Conseil jusqu'en 1936.

## Jeunesse
Charles Sumner Hamlin est né à Boston, Massachusetts le 30 août 1861, d'Anna et Edward Hamlin. Sa mère est née en Angleterre de parents irlandais, tandis que son père, marchand de charbon, est originaire du Massachusetts. Il est diplômé de l'Université Harvard avec un baccalauréat ès arts en 1883 et obtient sa maîtrise ès arts de Harvard en 1886. Sumner étudie le droit tout en terminant sa maîtrise et est admis au barreau en 1886, pratiquant le droit à Boston.

## Carrière
De 1893 à 1897 et de nouveau de 1913 à 1914, Hamlin est secrétaire adjoint du Trésor. Il est candidat deux fois sans succès pour le poste de gouverneur du Massachusetts, en 1902 et 1910. Le 10 août 1914, il est nommé premier président de la Réserve fédérale et occupe ce poste jusqu'au 9 août 1916. Hamlin reste membre du conseil d'administration de la Fed jusqu'en 1936. Il enseigne à l'Université Harvard sur les études gouvernementales de 1902 à 1903.
En 1912, Hamlin est vice-président de la Woodrow Wilson College Men's League et président de la Woodrow Wilson League du Massachusetts. Il publie également des brochures sur des sujets statistiques et financiers, notamment un Index Digest of Interstate Commerce Laws (1907) et l' Index Digest of the Federal Reserve Bulletin (1921).
En 1898, Sumner épouse Huybertje Lansing Pruyn (8 avril 1878 - 6 mars 1964), la fille de John V. L. Pruyn (en) et la petite-fille d'Amasa J. Parker (en). Hamlin est décédé à Washington, DC le 24 avril 1938,,. Il est enterré au cimetière de Forest Hills à Jamaica Plain, Massachusetts.